# Lawrence (Condado de Nassau, Nova Iorque)
Lawrence é uma aldeia na vila de Hempstead no Condado de Nassau, na parte sudoeste de Long Island, no estado norte-americano de Nova Iorque. Possui quase 7 mil habitantes, de acordo com o censo nacional de 2020.
A aldeia de Lawrence fica no sudoeste da vila de Hempstead, adjacente à fronteira com o Queens, em Nova Iorque, a oeste e perto do Oceano Atlântico, ao sul. Lawrence é uma das "Five Towns", que consiste nas aldeias de Lawrence e Cedarhurst, os hamlets (áreas não incorporadas) de Woodmere e Inwood, e "The Hewletts", que é composta pelo hamlet de Hewlett juntamente com as aldeias de Hewlett Bay Park, Hewlett Harbor e Hewlett Neck, junto com Woodsburgh.

## Geografia
De acordo com o Departamento do Censo dos Estados Unidos, a aldeia tem uma área de 12 km², dos quais 9,6 km² estão cobertos por terra e 2,4 km² (19,9%) por água.

## Demografia
Desde 1900, o crescimento populacional médio, a cada dez anos, é de 29,1%.

### Censo 2020
Segundo o censo nacional de 2020, a sua população é de 6 809 habitantes e sua densidade populacional de 707,2 hab/km². Seu crescimento populacional na última década foi de 5,0%, acima do crescimento estadual de 4,2%.
Possui 2 432 residências que resulta em uma densidade de 252,6 residências/km² e um aumento de 6,7% em relação ao censo anterior. Deste total, 10,2% das unidades habitacionais estão desocupadas. A média de ocupação é de 3,1 pessoas por residência.
A renda familiar média é de 123 000 dólares e a taxa de emprego é de 51,1%.

## Transporte
A estação de Hewlett pertencente a linha Far Rockaway da Long Island Rail Road está localizada dentro da aldeia.